# 화이트 발렌타인
《화이트 발렌타인》(White Valentine)은 1999년 2월 13일에 개봉한 대한민국의 영화이다.
어린 시절 군 복무 중 펜팔 친구가 죽은 여자친구에게 보낸 편지를 우연히 발견한 젊은 여성의 이야기이다.

## 줄거리
어린 시절, 김정민은 군인들이 자신의 나이를 알면 답장을 안 한다는 이유로 군인에게 편지 쓰는 것을 싫어했다. 그래서 선생님인 척하며 박현준과 편지를 주고받게 된다. 둘은 기차역에서 만나기로 약속하지만 정민은 나타나지 않고, 그들의 편지 교류는 끝난다.
시간이 흘러 정민이 스무 살이 되었을 때(실제 영화 촬영 당시 전지현은 17세였다), 현준은 정민의 고향으로 이사 온다. 어릴 적 부모님을 여읜 정민은 서점 '소망 서점'을 운영하는 할아버지와 함께 살고 있으며, 서점에서 일하며 화가를 꿈꾼다. 현준은 새를 전문으로 하는 애완동물 가게를 운영하며, 교통사고로 죽은 여자친구에게 비둘기를 통해 계속 편지를 보내며 슬픔에 잠겨 있다. 어느 날, 정민은 야외에서 그림을 그리다 현준이 비둘기들에게 먹이를 주는 모습을 보게 된다. 그는 다친 비둘기를 보살피고 근처 아이에게 사과를 건네는 모습을 보고 첫눈에 사랑에 빠진다. 그런데 현준이 편지를 보낼 때 사용하는 봉투에 그려진 사과 그림이 예전 자신의 펜팔 친구가 보낸 편지에 있던 그림과 똑같다는 것을 알게 된다.

## 출연진
- 박신양 - 현준 역
- 전지현 - 정민 역
- 전무송 - 할아버지 역
- 김영옥 - 할머니 역
- 양동근 - 한석 역
- 김세준 - 지석 역
- 강진우 - 우편배달부 역
- 장명철 - 레코드가게 주인 역
- 박미래 - 어린정민 역

## 제작진
- 감독 - 양윤호
- 각본 - 이은경, 이병률
- 기획 - 김용국
- 촬영 - 이석기 (K.S.C)
- 조명 - 이민부
- 편집 - 경민호 (Digicut)
- 음악 - 박기영
- 미술 - 조융삼, 강승용
- 소품 - 차순하
- 의상 - 차선영
- 분장/헤어 - 전흥주, 이은희
- 동시녹음 - 안상호
- 사운드(음향) - 영화진흥공사, 인상현, 이상돈
- 특수효과 - 김철석
- 조감독 - 이종인
- 제작사 - 태창흥업주식회사